# 埼玉県道346号砂原北大桑線

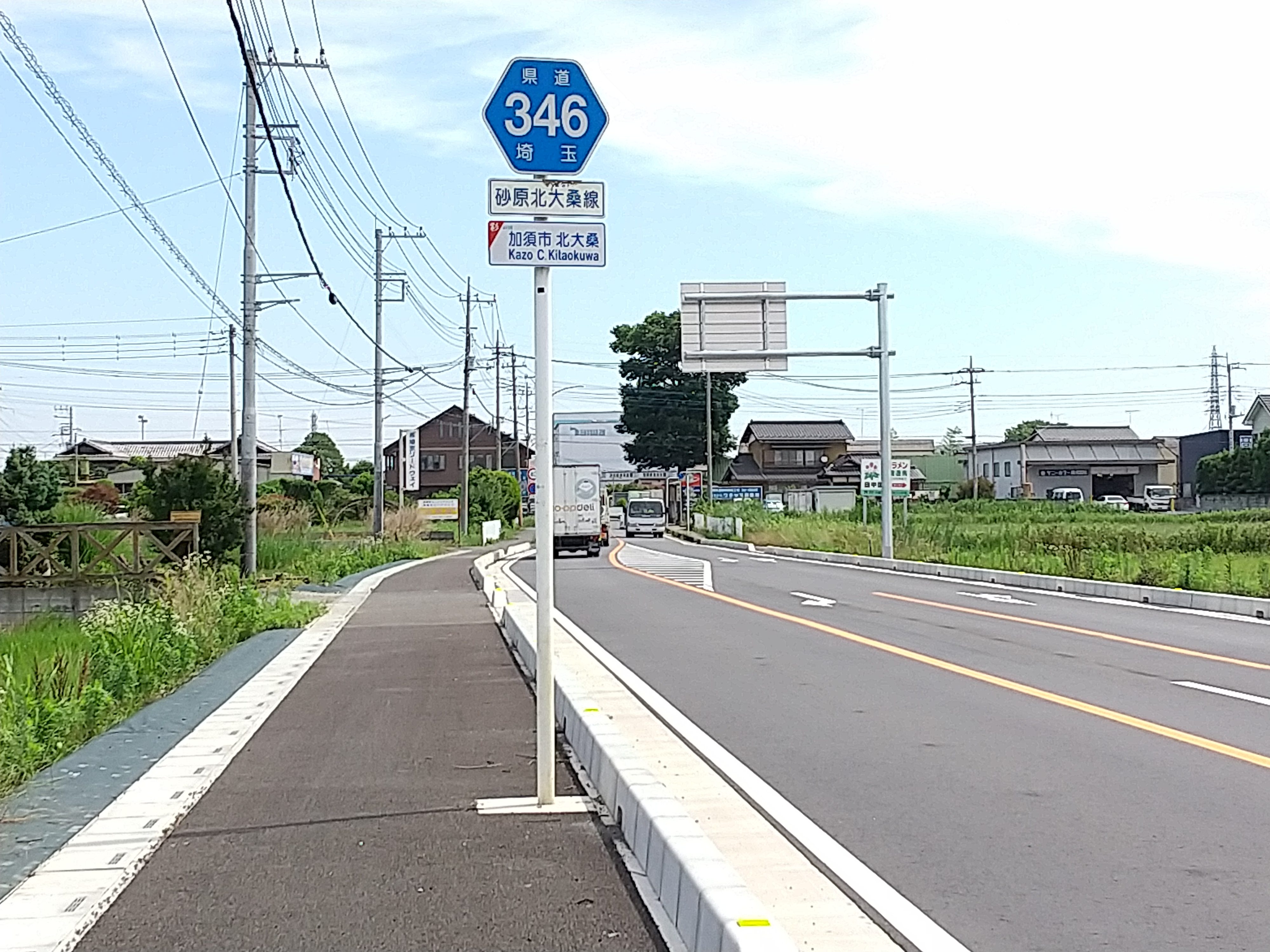
加須市北大桑付近

埼玉県道346号砂原北大桑線（さいたまけんどう346ごう すなはらきたおおくわせん）は、埼玉県加須市の旧北埼玉郡大利根町西側を南北に伸びる県道である。

## 概要
加須市砂原から北大桑まで南下していく。周辺には田園が広がる。加須大利根工業団地の東端と豊野台テクノタウン工業団地の西端を通る。

## 路線データ
- 距離：-km
- 起点：埼玉県加須市砂原（埼玉県道60号羽生外野栗橋線交点）
- 終点：埼玉県加須市北大桑（旧国道125号交点）

## 地理

### 接続する主な道路
| 交差する道路                           | 交差する道路                    | 交差点名           | 所在地 |
| -------------------------------------- | ------------------------------- | ------------------ | ------ |
| 埼玉県道60号羽生外野栗橋線             | 埼玉県道60号羽生外野栗橋線      | 砂原(東)           | 加須市 |
| 埼玉県道84号羽生栗橋線                 | 埼玉県道84号羽生栗橋線          | 北平野             | 加須市 |
| 埼玉県道84号羽生栗橋線                 |                                 | 杓子木             | 加須市 |
|                                        | 埼玉県道316号阿佐間幸手線       | 阿佐間             | 加須市 |
|                                        | （さるすべり通り）              | 豊野台テクノタウン | 加須市 |
| 国道125号（栗橋大利根バイパス）        | 国道125号（栗橋大利根バイパス） | 加須IC東産業団地   | 加須市 |
| （北大桑観音通り・旧国道125号）        | （北大桑観音通り・旧国道125号） | 北大桑             | 加須市 |
| 埼玉県道370号北中曽根北大桑線 菖蒲方面 |                                 |                    |        |

### 重複区間
- 埼玉県道84号羽生栗橋線：（加須市北平野交点 - （同道新道との交差点））

### 沿線の主な施設
- 大和冷機工業　関東大利根工場
- 加須市立豊野小学校
- 蓮花院

## ギャラリー

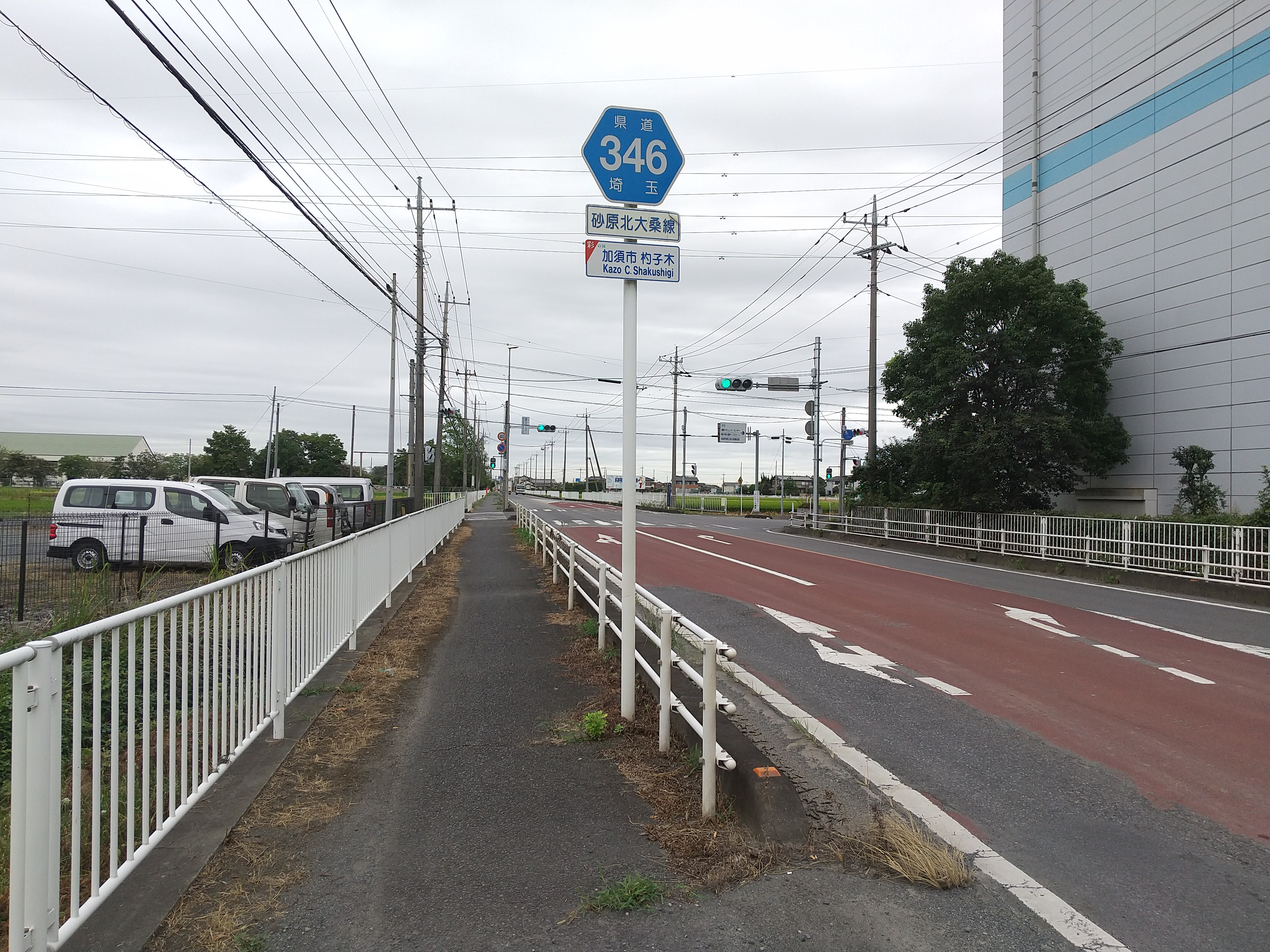
加須市杓子木付近
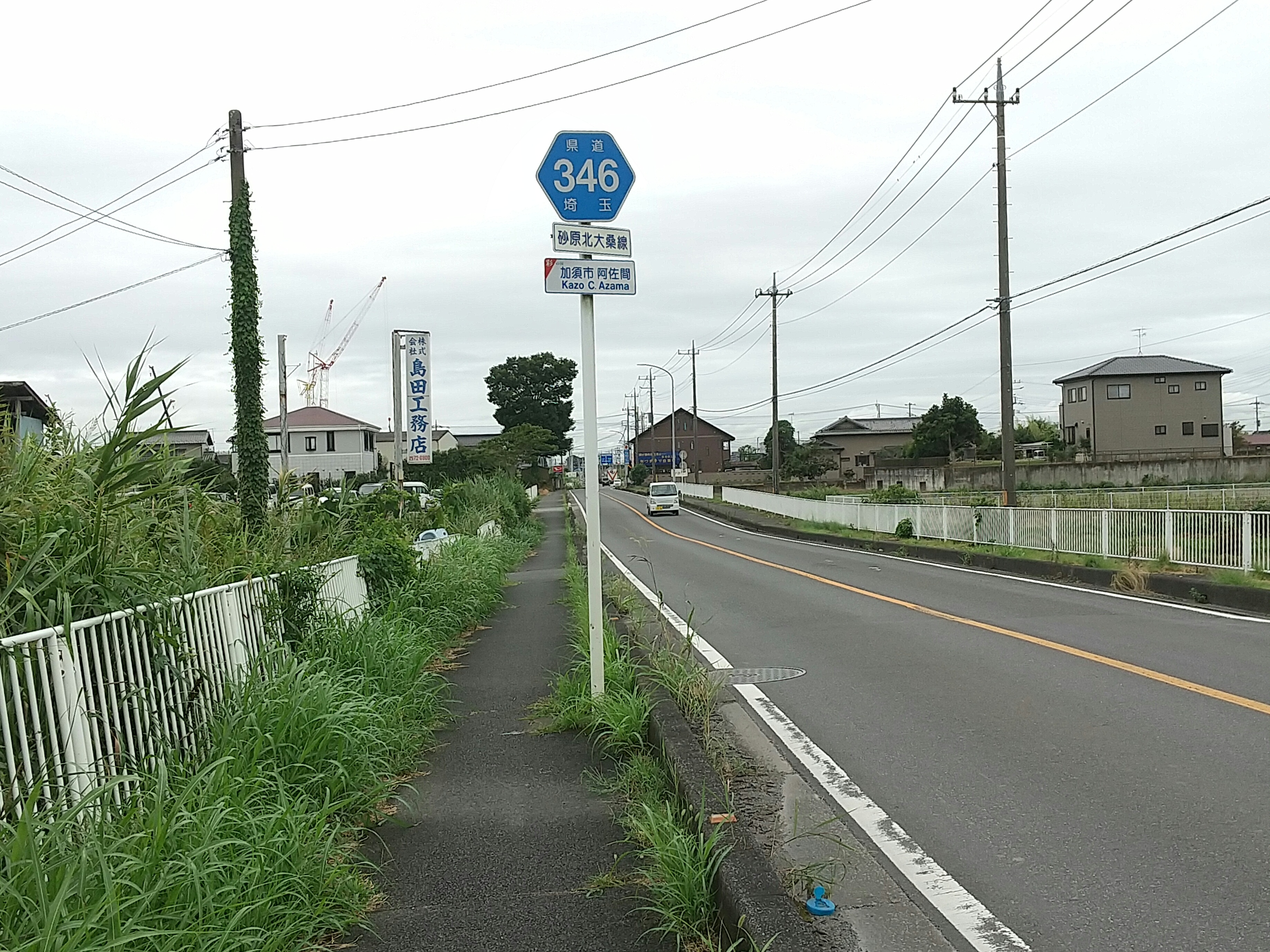
加須市阿佐間付近